# Archaeothyris florensis
Archaeothyris florensis és una espècie extinta de sinàpsid de la família dels ofiacodòntids que visqué durant el Carbonífer, fa entre 307 i 316 milions d'anys. Se n'han trobat restes fòssils a Nova Escòcia (Canadà). Es tracta de l'única espècie coneguda del gènere Archaeothyris.
És l'animal més antic conegut generalment acceptat com a sinàpsid. Fou descobert a la mateixa localitat que Hylonomus i el petrolacosaure, als quals s'assembla, i molts altres sauròpsids primitius. A diferència d'Hylonomus i els seus parents, Archaeothyris era més gros (50 cm del cap a la cua) i podria haver-se alimentat d'ells. A més, Archaeothyris era més avançat que els sauròpsids primitius: la seva mandíbula era potent, i també es podia obrir més que les dels rèptils primitius. Tenia totes les dents afilades i dents canines especialment grosses.